# Meliponini
Meliponini is een geslachtengroep van de familie bijen en hommels (Apidae) en onderfamilie Apinae. In deze geslachtengroep zitten bijensoorten zonder angel, daarom wordt Meliponini ook wel met de naam steekloze bijen aangeduid.

## Geslachten
- Austroplebeia
- Cephalotrigona
- Cleptotrigona
- Dactylurina
- Frieseomelitta
- Hypotrigona
- Lestrimelitta
- Leurotrigona
- Liotrigona
- Lisotrigona
- Melipona
- Meliponula
- Meliwillea
- Nannotrigona
- Nogueirapis
- Oxytrigona
- Paratrigona
- Pariotrigona
- Paratrigonoides
- Partamona
- Plebeia
- Plebeina
- Scaptotrigona
- Subnitida
- Tetragonisca
- Tetragonula
- Trichotrigona
- Trigona
- Trigonisca